# 穆凯齐·马乔罗
穆凯齐·马乔罗（Moeketsi Majoro，1961年11月3日—），賴索托經濟學家、政治家。
出生於萊里貝區，曾在賴索托國立大學取得文學士學位，後於美國華盛頓州立大學取得理學碩士及哲學博士的學位。歸國後，于2013年至2015年任莱索托发展计划大臣；於2017年6月23日就任塔巴內內閣的財政大臣。
2020年5月19日，首相湯姆·塔巴內因涉嫌謀殺前妻辭職之後，马乔罗於翌日就任首相。